# سوق افتيموس
سوق افتيموس، هو أحد الأسواق الواقعة بقلب البلدة القديمة لمدينة القدس وهي من الشمال للجنوب و مدخلها الشمالي عند قوس النصر مكون من ثلاثة عقود كبيرة وبداخل السّوق  نافورة كبيرة، (القباهو) نافورة البيمارستان
السّوق هو أحدث أسواق القدس مساحته حوالي 13 دونما وله أربعة مداخل.
يرجع تاريخ هاذ السوق للعهد العثماني تم بناءها عام 1902 الارشمندريت اليوناني (افتيموس) لهذا سميت بهذا الاسم. مشهورالسوق ببيع البضائع التقليديه والتراثيه الخاصه فقط للسياح .
يقع في قلب هذا السوق مسجد عمر بن الخطاب واربع كنائس من بينهم \كنيسه يوحنا المعمدان وهي اقدم كنيسه للروم الاثروذوس.